# Wojciech Ziółkowski (sportowiec)
Wojciech Ziółkowski (ur. 26 kwietnia 1972 w Poznaniu) – polski koszykarz występujący na pozycjach silnego skrzydłowego lub środkowego, młodzieżowy reprezentant kraju, po zakończeniu kariery zawodniczej trener koszykarski.

## Osiągnięcia
Drużynowe
- Wicemistrz Polski (1991)
- Brązowy medalista mistrzostw Polski (1994)
- Awans do:
  - PLK:
    - ze Stalą Ostrów Wielkopolski (1998)
    - Notecią Inowrocław (2001)

  - I ligi z KKS-em Poznań (2004)
- Mistrz Polski juniorów (1991)

Indywidualne
- Zaliczony do I składu mistrzostw Polski juniorów (1991)

Reprezentacja
- Uczestnik:
  - mistrzostw Europy:
    - U–16 (1989 – 11. miejsce)
    - U–22 (1992 – 11. miejsce)